# 万山駅
万山駅（ばんざんえき）とは、中華人民共和国黒竜江省ハルビン市尚志市に位置する浜綏線の駅。

## 歴史
- 1899年　開業。

## 隣の駅
中華人民共和国鉄道部
浜綏線
九江泡駅 - 万山駅 - 葦河駅
座標: 北緯44度59分58秒 東経128度16分04秒 / 北緯44.999471度 東経128.267694度